# Liste der Baudenkmäler in Reischach

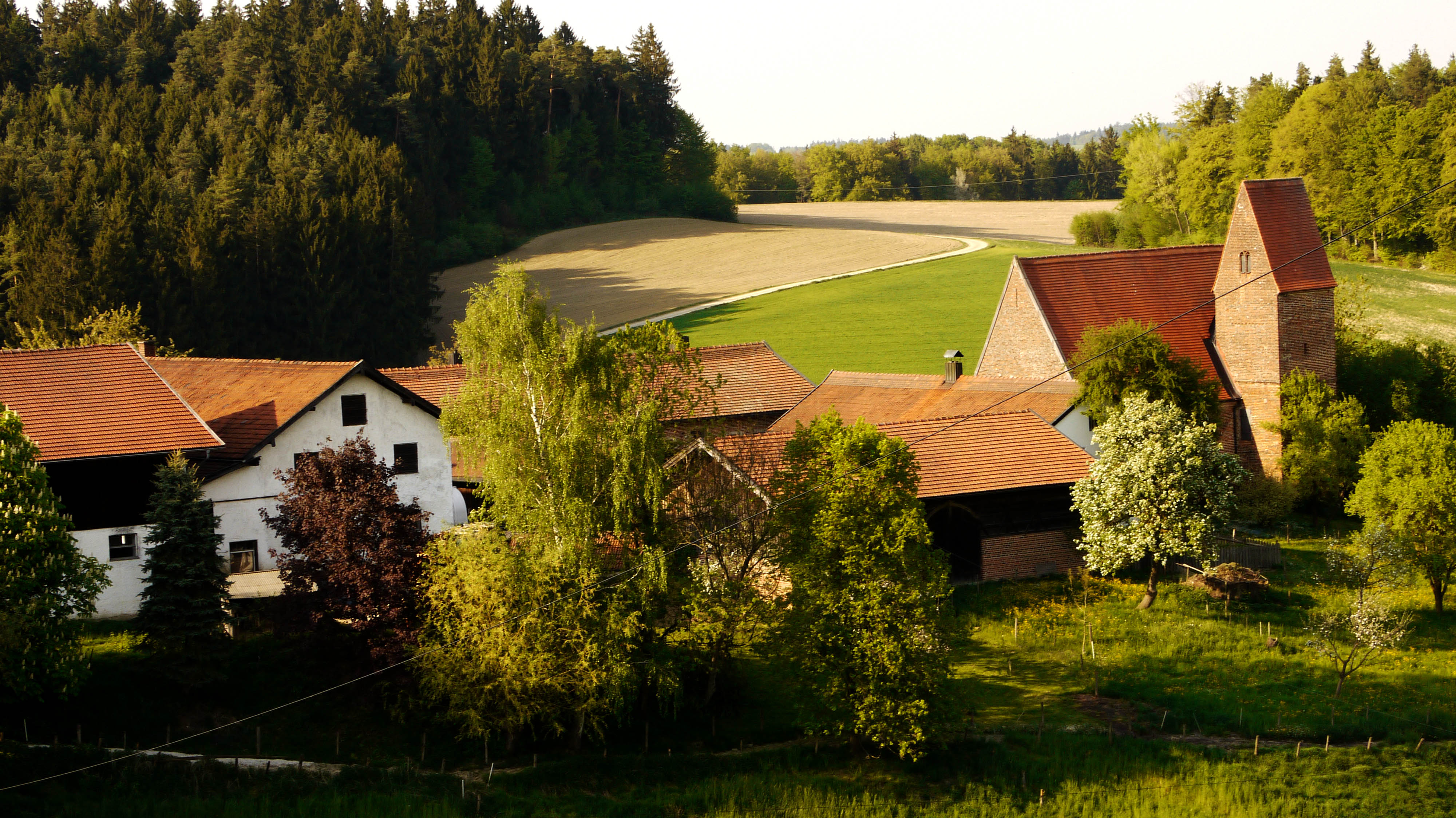
Blick auf Berg

Auf dieser Seite sind die Baudenkmäler in der oberbayerischen Gemeinde Reischach zusammengestellt. Diese Tabelle ist eine Teilliste der Liste der Baudenkmäler in Bayern. Grundlage ist die Bayerische Denkmalliste, die auf Basis des Bayerischen Denkmalschutzgesetzes vom 1. Oktober 1973 erstmals erstellt wurde und seither durch das Bayerische Landesamt für Denkmalpflege geführt wird. Die folgenden Angaben ersetzen nicht die rechtsverbindliche Auskunft der Denkmalschutzbehörde.

## Baudenkmäler nach Ortsteilen

### Reischach
| Lage                                | Objekt                                                | Beschreibung | Akten-Nr.     | Bild           |
| ----------------------------------- | ----------------------------------------------------- | --- | ------------- | -------------- |
| Antoniusweg 3 (Standort)            | Katholische Wallfahrtskirche St. Antonius von Padua   | barocker Zentralbau mit Vorhalle, 1696–99; mit Ausstattung | D-1-71-129-3  | weitere Bilder |
| Antoniusweg 9 (Standort)            | Kapelle, sogenannte Marienkapelle                     | barock, erbaut 1731; mit Ausstattung | D-1-71-129-4  | BW             |
| Josef-Straubinger-Weg 2 (Standort)  | Kleinbauernhaus                                       | mit verschaltem Blockbau-Obergeschoss und Flachsatteldach, 1804 | D-1-71-129-5  | BW             |
| Josef-Straubinger-Weg 7 (Standort)  | Ehemaliges Kleinbauernhaus, sogenanntes „Fürstengütl“ | Wohnteil zweigeschossiger Blockbau mit Flachsatteldach, Ende 17. Jahrhundert, Traufseitschrot ergänzt | D-1-71-129-6  | BW             |
| Josef-Straubinger-Weg 13 (Standort) | Kapelle, sogenannte Sedlmairkapelle                   | 1850 | D-1-71-129-8  | BW             |
| Kirchplatz 1 (Standort)             | Katholische Pfarrkirche St. Martin                    | langgestreckte Saalkirche mit leicht eingezogenem polygonalem Chor, Chordach wohl um 1427 errichtet, Dachwerk des Langhauses um 1484/85 (dendro.dat.), Langhauserweiterung nach Westen mit chorartigem Abschluss 1899, zugleich Neubau des Turms; mit Ausstattung; Friedhofsummauerung, verputztes Ziegelmauerwerk mit Blendfeldern, um 1899/1900 erneuert und erweitert, im Südwesten über älteren Stützmauern aus Tuffsteinquadern | D-1-71-129-7  | weitere Bilder |
| Thannberg 39 (Standort)             | Stall                                                 | Ostflügel des ehemaligen Vierseithofes, mit Bundwerk-Obergeschoss, 1826/28 | D-1-71-129-57 | BW             |

### Arbing
| Lage                     | Objekt                            | Beschreibung | Akten-Nr.     | Bild           |
| ------------------------ | --------------------------------- | --- | ------------- | -------------- |
| Dorfstraße 3 (Standort)  | Pfarrhaus                         | zweigeschossiger traufständiger Satteldachbau, historisierend, Ende 19. Jahrhundert                                                               | D-1-71-129-11 | Pfarrhaus      |
| Dorfstraße 10 (Standort) | Hakenhof, sogenannt Binderhäusl   | Wohnstallhaus mit Blockbau-Obergeschoss, östlich Wirtschaftsteil, 2. Hälfte 18. Jahrhundert; Stadel mit Gitterbundwerk, 1. Hälfte 19. Jahrhundert | D-1-71-129-12 | BW             |
| Kirchweg 1 (Standort)    | Katholische Pfarrkirche St. Georg | Saalkirche, Westteil des Langhauses 13. Jahrhundert, Ostteil und Turm 15./16. Jahrhundert, Chor 1883; mit Ausstattung                             | D-1-71-129-10 | weitere Bilder |

### Berg
| Lage               | Objekt                            | Beschreibung | Akten-Nr.     | Bild           |
| ------------------ | --------------------------------- | --- | ------------- | -------------- |
| Berg 87 (Standort) | Bauernhaus                        | Nordflügel des Vierseithofes, zum Teil Blockbau-Obergeschoss, durchlaufender Schrot, Gitterbundwerk am Heuboden und Durchfahrt, 1873 | D-1-71-129-13 | BW             |
| Berg 88 (Standort) | Vierseithof (Alber)               | nördlich Bauernhaus, zweigeschossiger verputzter Satteldachbau, südseitig Sichtziegelbauweise im Obergeschoss, durchlaufender Schrot, Durchfahrt, Bundwerk am Heuboden, wohl 19. Jahrhundert; östlich Hütte, mit Traufschrot, Erdgeschoss massiv, wohl 19. Jahrhundert; südlich Stadel mit Gitterbundwerk, Backstein-Erdgeschoss, 19. Jahrhundert; westlich Hütte mit Bundwerk, 1. Hälfte 19. Jahrhundert | D-1-71-129-14 | BW             |
| Berg 89 (Standort) | Katholische Filialkirche St. Veit | Saalkirche, unverputzter Backsteinbau, 1. Hälfte 15. Jahrhundert; mit Ausstattung | D-1-71-129-15 | weitere Bilder |
| Berg 90 (Standort) | Bauernhaus                        | Nordflügel des Vierseithofes, mit zum Teil verschaltem Blockbau-Obergeschoss, 1. Hälfte 19. Jahrhundert; südlich Bundwerkstadel, Mitte 19. Jahrhundert | D-1-71-129-16 | BW             |

### Petzlberg
| Lage                      | Objekt                                | Beschreibung | Akten-Nr.     | Bild |
| ------------------------- | ------------------------------------- | --- | ------------- | ---- |
| Flur Petzlberg (Standort) | Kreuz                                 | gusseisern, Ende 19. Jahrhundert; am Weg zwischen Reischach und Petzlberg                                                                                    | D-1-71-129-43 | BW   |
| Petzlberg 4 (Standort)    | Hütte                                 | Ostflügel des Vierseithofes, mit Flachsatteldach und Bundwerk-Obergeschoss, 2. Viertel 19. Jahrhundert                                                       | D-1-71-129-39 | BW   |
| Petzlberg 5 (Standort)    | Einfirsthof, sogenanntes Mitternhäusl | Mitterstallbau, mit Blockbau-Obergeschoss und Bundwerkteil, 18./19. Jahrhundert                                                                              | D-1-71-129-40 | BW   |
| Petzlberg 6 (Standort)    | Ehemaliges Bauernhaus (beim Hauser)   | Halbstockhaus, zum Teil verputzter Blockbau, mit Giebelschrot, im Kern 17./18. Jahrhundert, Erdgeschoss weitgehend erneuert; Bundwerkstadel, bezeichnet 1852 | D-1-71-129-41 | BW   |

### Rockersbach
| Lage                      | Objekt        | Beschreibung | Akten-Nr.     | Bild |
| ------------------------- | ------------- | --- | ------------- | ---- |
| Rockersbach 43 (Standort) | Wohnstallhaus | Nordflügel des Vierseithofes, zweigeschossiger Satteldachbau mit befenstertem Kniestock, erbaut 1902; östlich Gitterbundwerk-Stadel, bezeichnet 1858; zugehörig Kapelle, erbaut 1864; mit Ausstattung | D-1-71-129-45 | BW   |
| Rockersbach 73 (Standort) | Stadel        | Nordflügel des Bauernhofes, mit Gitterbundwerk, um 1864 | D-1-71-129-46 | BW   |

### Weitere Ortsteile
| Lage                                                    | Objekt                                                                                | Beschreibung | Akten-Nr.     | Bild |
| ------------------------------------------------------- | ------------------------------------------------------------------------------------- | --- | ------------- | ---- |
| Ecking Ecking 100 (Standort)                            | Katholische Filialkirche St. Stephan                                                  | gotische Saalkirche, wohl 15. Jahrhundert; mit Ausstattung | D-1-71-129-17 | BW   |
| Fachenberg Flur Ecking (Standort)                       | Kapelle St. Wolfgang, sogenannte Gallerkapelle                                        | historisierender Bau mit Dachreiter, erbaut 1908; mit Ausstattung | D-1-71-129-18 | BW   |
| Gilgöd Flur Gilgöd (Standort)                           | Bildstock                                                                             | mit schmiedeeisernem Gitter, bezeichnet 1845; mit Ausstattung; nordwestlich am Waldrand | D-1-71-129-19 | BW   |
| Großillenberg Großillenberg 103 (Standort)              | Ehemaliges Bauernhaus                                                                 | mit Blockbau-Obergeschoss und Traufschrot, 18./19. Jahrhundert | D-1-71-129-21 | BW   |
| Haunberg Flur Haunberg (Standort)                       | Wegkreuz                                                                              | Holz, wohl 19. Jahrhundert; an der Straße zwischen Haunberg und Haizing | D-1-71-129-24 | BW   |
| Haunberg Haunberg 7 (Standort)                          | Vierseithof „Beim Bauer“                                                              | Ostflügel („Hütte“), mit gemauertem Erdgeschoss und Bundwerkobergeschoss, am nördlichen Firstständer bezeichnet 1852, Flachsatteldach rekonstruiert; südlich Bundwerkstadel mit Getreidekasten im westlichen Teil, Ende 18./Anfang 19. Jahrhundert; westlich Scheune aus Ziegelmauerwerk, mit zwei Durchfahrten, Anfang 19. Jahrhundert, 1946 um Kniestock erhöht und Dachwerk erneuert; ostwärts freistehender Remisenbau, gemauerter Teil 1886 als Backhaus errichtet und 1896 zur Remise ausgebaut, Verlängerung nach Süden in Holzständerkonstruktion, 20. Jahrhundert | D-1-71-129-22 | BW   |
| Heitzmannsberg 40 (Standort)                            | Stadel                                                                                | Südflügel des Bauernhofes, mit Bundwerk, 2. Hälfte 19. Jahrhundert | D-1-71-129-2  | BW   |
| Hintereck Hintereck 99 (Standort)                       | Bauernhaus „Beim Hinterecker“                                                         | verschalter Blockbau mit Mittertenne, im Kern 18. Jahrhundert | D-1-71-129-25 | BW   |
| Hochmühl Hochmühl 65 (Standort)                         | Mühle und Sägewerk                                                                    | östlich Sägewerk, dreigeschossiger Satteldachbau mit Putzgliederung, wohl um 1860; südlich anschließend Mühle, eingeschossiger hölzerner Bau mit Mühlrad, wohl um 1860; südlich Stadel, mit reichem Gitterbundwerk und bemalten Tennentoren, um 1860; nördlich sogenannte Hütte, mit Blockbau-Obergeschoss und Traufschrot, wohl spätes 18. Jahrhundert | D-1-71-129-26 | BW   |
| Hochmühl Hochmühl 66 (Standort)                         | Ehemaliges Zuhaus der Mühle                                                           | Kleinhaus, eineinhalbgeschossiger Blockbau mit Giebelschrot und Flachsatteldach, wohl 1728 | D-1-71-129-27 | BW   |
| Indobl Indobl 30 (Standort)                             | Stallgebäude                                                                          | Ostflügel des Vierseithofs, größtenteils gemauert, mit Durchfahrt, Gitterbundwerk am Obergeschoss und Halbwalmdach, gegen Mitte 19. Jahrhundert | D-1-71-129-28 | BW   |
| Indobl Indobl 31 (Standort)                             | Wohnhaus, Zuhaus des Indoblerhofs (Haus Nr. 30)                                       | auf mittelalterlichem Turmhügel (Turmhügel Indobl) stehend, zweigeschossiger Blockbau mit Flachsatteldach, zum Teil abgemauert, 2. Hälfte 18. Jahrhundert | D-1-71-129-29 | BW   |
| Kaisersberg Kaisersberg 83; Flur Eisenfelden (Standort) | Ehemalige Villa des Ziegeleibesitzers August Unterholzner, sogenannt Unterholznerburg | neugotischer Blankziegelbau mit Turm, Erkern und Treppengiebeln, von Julius Beekmann, 1897, durch Brand 1969 beschädigt und nur als Ruine erhalten; auf einem Burgstall; Hofmauer mit Zinnen und Rundtürmen, 1897, beschädigt | D-1-71-129-30 | BW   |
| Kerschbichl Kerschbichl 85 (Standort)                   | Ständerbohlenstadel mit Bundwerk                                                      | 1. Hälfte 19. Jahrhundert | D-1-71-129-32 | BW   |
| Kirchhaunberg Kirchhaunberg 112 (Standort)              | Katholische Filialkirche St. Koloman                                                  | Saalkirche, um 1500, im 17. Jahrhundert umgebaut; mit Ausstattung | D-1-71-129-33 | BW   |
| Oberthal Oberthal 28 (Standort)                         | Vierseithof Perseus                                                                   | nördlich Wohnstallhaus, Putzbau mit durchlaufendem Traufschrot, 1871; östlich Hütte, mit Gitterbundwerk, 1871; westlich Hütte, mit Gitterbundwerk und Traufschrot, 1871; südlich Stadel, mit reichem Gitterbundwerk, 1871; zugehörig Kapelle, sogenannte Perseisen-Kapelle, neugotischer Bau mit Dachreiter, erbaut 1867; mit Ausstattung | D-1-71-129-36 | BW   |
| Reising Reising 100 (Standort)                          | Stadel                                                                                | Südflügel des Vierseithofes, mit Bundwerk, bezeichnet 1802; Hütte, Westflügel, mit Bundwerk, Mitte 19. Jahrhundert | D-1-71-129-44 | BW   |
| Schöffberg Schöffberg 73 (Standort)                     | Wohnstallhaus                                                                         | mit rückseitigem Bundwerk, wohl Mitte 19. Jahrhundert; östlich Hütte, mit Bundwerk, um 1840/50; westlich Stadel, mit Bundwerk, teilweise Blankziegelbau, um 1840/50 | D-1-71-129-48 | BW   |
| Stadl Flur Thannberg (Standort)                         | Marterl                                                                               | hölzern, mit bemalten Blechtäfelchen, wohl 19. Jahrhundert; am Weg von Oberfriesing nach Thannberg | D-1-71-129-50 | BW   |
| Unterthal Unterthal 31 (Standort)                       | Blockbau-Obergeschoss des ehemaligen Bauernhauses                                     | 2. Hälfte 18. Jahrhundert (einbezogen in den Wohnhaus-Neubau von 1982/83) | D-1-71-129-51 | BW   |
| Wälschmühle Wälschmühle 93 (Standort)                   | Bundwerkstadel                                                                        | Südflügel des Anwesens, Mitte 19. Jahrhundert | D-1-71-129-52 | BW   |
| Weiher Weiher 54 (Standort)                             | Vierseithof, sog. Kleinweiherer                                                       | Wohnstallhaus, Westflügel, zweigeschossiger Sichtziegelbau mit Satteldach, Traufschrot und Flurgewölbe, Stall mit Böhmischem Gewölbe, bez. 1860, Umbau bez. 1884; Stallstadel, Südflügel, zweigeschossiger ziegelsichtiger Satteldachbau, bez. 1872; Stadel, Ostflügel, zweigeschossiger Satteldachbau, 1856, modern erweitert; Remise, Nordflügel, zweigeschossiger Satteldachbau mit mittiger Durchfahrt, zweite Hälfte 19. Jh. | D-1-71-129-58 | BW   |
| Wissersdorf Wissersdorf 17 (Standort)                   | Bildstock                                                                             | gemauert, Mitte 18. Jahrhundert; mit Ausstattung; zu Haus Nr. 17 (beim „Kick“) gehörig. | D-1-71-129-55 | BW   |
| Wissersdorf Wissersdorf 20 (Standort)                   | Ehemaliges Kleinbauernhaus                                                            | Wohnteil zweigeschossiger Blockbau, im Kern 17./18. Jahrhundert | D-1-71-129-54 | BW   |

## Ehemalige Baudenkmäler
In diesem Abschnitt sind Objekte aufgeführt, die früher einmal in der Denkmalliste eingetragen waren, jetzt aber nicht mehr. Objekte, die in anderem Zusammenhang also z. B. als Teil eines Baudenkmals weiter eingetragen sind, sollen hier nicht aufgeführt werden. Aktennummern in diesem Abschnitt sind ehemalige, jetzt nicht mehr gültige Aktennummern.

| Lage                                                    | Objekt            | Beschreibung                                                                                           | Akten-Nr.     | Bild |
| ------------------------------------------------------- | ----------------- | --- | ------------- | ---- |
| Reischach ()                                            | Gasthof Reischach | stattlicher Walmdachbau, 1819                                                                          |               |      |
| Großillenberg Großillenberg, Haus Nr. 101 ()            | Kleinbauernhaus   | Wohnteil-Obergeschoss Blockbau, wohl 2. Hälfte 18. Jahrhundert                                         |               |      |
| Kleinillenberg Kleinillenberg Nr. 98 ()                 | Zugehörig Hütte   | 2. Viertel 19. Jahrhundert                                                                             |               |      |
| Lanzenberg Lanzenberg Nr. 53 ()                         | Vierseithof       | „beim Liasn“.                                                                                          |               |      |
| Petzlberg Petzlberg 7 (Standort)                        | Stadel            | Ostflügel des Bauernhofes, mit Gitterbundwerk, zum Teil massiv, 2. Hälfte 19. Jahrhundert              | D-1-71-129-42 | BW   |
| Rudersberg Rudersberg Nr. 13 ()                         | Backstein         | Über der Haustür Backstein mit Jahreszahl 1711, desgleichen an einem Balken über dem Schrot: G 1711 M. |               |      |
| Speck nordostwärts am Weg zwischen Ecking und Arbing () | Marienkapelle     | bezeichnet 1881; mit Ausstattung                                                                       |               |      |
| Waldberg Waldberg Nr. 90 ()                             | Vierseithof       | firstgedrehtes Stockhaus mit Blockbau-Obergeschoss, rückwärts Bundwerk, gegen Mitte 19. Jahrhundert    |               |      |